# Natriumtelluride
Natriumtelluride (Na2Te) is het telluride van natrium. De stof komt voor als een reukloos, wit hygroscopisch poeder, dat zeer goed oplosbaar is in water. Dit zout ontbindt spontaan wanneer het in aanraking met lucht komt. Ook bij verbranding ontleedt de stof en hierbij kunnen giftige dampen van telluur vrijkomen.

## Synthese
Natriumtelluride wordt bereid door middel van een reductie van telluur met natrium in vloeibare ammoniak (bij −33 °C):
{\displaystyle \mathrm {2\ Na\ +\ Te\ \longrightarrow \ Na_{2}Te} }

## Toepassingen
Natriumtelluride kent voornamelijk toepassingen in de organische chemie, waar het dient als reagens voor reducties en als bron van telluur in organische telluurverbindingen.